# Laestrygones setosus
Laestrygones setosus är en spindelart som beskrevs av Hickman 1969. Laestrygones setosus ingår i släktet Laestrygones och familjen Desidae.
Artens utbredningsområde är Tasmanien. Inga underarter finns listade i Catalogue of Life.